# Anthony Jackson-Hamel
Anthony Jackson-Hamel (Québec, 3 agosto 1993) è un ex calciatore canadese, di ruolo attaccante.

## Carriera
Jackson-Hamel cresce calcisticamente nell'Academy del Montreal Impact. Con il FC Montréal, la squadra riserve dell'Impact, gioca la USL Pro per 2 stagioni.
Il 1º agosto 2014 firma il primo contratto da professionista con il Montréal Impact, debuttando il giorno dopo nella MLS nel derby canadese contro il Toronto FC. Fa il suo esordio da titolare il 13 settembre, nella partita contro il New England Revolution. Il 13 marzo 2016 segna la sua prima rete da professionista nel match contro i New York Red Bulls, terminata con una vittoria per 3-0. Il 15 aprile 2017 segna la rete che consegna la vittoria finale all'Impact nella sfida contro l'Atlanta United. Una settimana dopo, subentrato a partita in corso, segna la doppietta che permette agli Impact di evitare la sconfitta contro il Philadelphia Union e terminare con un pareggio per 3-3.
Il 1º gennaio 2021 si ritira dal calcio giocato all'età di 28 anni.

### Nazionale
Il 6 ottobre 2016 debutta con la nazionale maggiore canadese durante un'amichevole contro la Mauritania.
Il 22 gennaio 2017 segna la prima rete con la nazionale nell'amichevole giocata contro le Bermuda.

## Statistiche
| Stagione        | Squadra         | Campionato      | Campionato | Campionato | Coppe nazionali | Coppe nazionali | Coppe nazionali | Coppe continentali | Coppe continentali | Coppe continentali | Altre coppe | Altre coppe | Altre coppe | Totale | Totale |
| Stagione        | Squadra         | Comp            | Pres       | Reti       | Comp            | Pres            | Reti            | Comp               | Pres               | Reti               | Comp        | Pres        | Reti        | Pres   | Reti   |
| --------------- | --------------- | --------------- | ---------- | ---------- | --------------- | --------------- | --------------- | ------------------ | ------------------ | ------------------ | ----------- | ----------- | ----------- | ------ | ------ |
| 2014            | Montréal Impact | MLS             | 4          | 0          | -               | -               | -               | CCL                | 1                  | 0                  | -           | -           | -           | 5      | 0      |
| 2015            | Montréal Impact | MLS             | 8          | 0          | CC              | 1               | 0               | -                  | -                  | -                  | -           | -           | -           | 9      | 0      |
| 2016            | Montréal Impact | MLS             | 7          | 1          | CC              | -               | -               | -                  | -                  | -                  | -           | -           | -           | 7      | 1      |
| 2017            | Montréal Impact | MLS             | 21         | 9          | CC              | 2               | 1               | -                  | -                  | -                  | -           | -           | -           | 23     | 10     |
| 2018            | Montréal Impact | MLS             | 16         | 2          | CC              | 1               | 0               |                    | -                  | -                  |             | -           | -           | 17     | 2      |
| 2019            | Montréal Impact | MLS             | 16         | 3          | CC              | 1               | 1               |                    | -                  | -                  |             | -           | -           | 17     | 4      |
| 2020            | Montréal Impact | MLS             | 9          | 0          | CC              | -               | -               | CCL                | 3                  | 0                  | -           | -           | -           | 12     | 0      |
| Totale carriera | Totale carriera | Totale carriera | 81         | 15         |                 | 4               | 2               |                    | 4                  | 0                  | -           | -           | -           | 89     | 17     |

## Palmarès

### Club

#### Competizioni nazionali
- Canadian Championship: 2

Montréal Impact: 2014, 2019